# Badeschiff

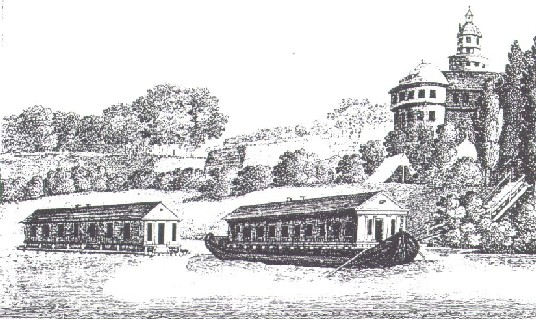
Badeschiff von Johann Gottfried Kohl auf dem Main bei Frankfurt (1800)

Badeschiff ist ein Begriff aus der Badekultur. Meist bezeichnet er ein auf einem Fluss schwimmendes Schwimmbad. Im Gegensatz zu einem Flussschwimmbad, bei dem ein bestimmter Teil eines Flusses als Badeanstalt abgegrenzt wird, handelt es sich um einen zum Fluss hin (weitgehend oder ganz) geschlossenen Behälter, der einen Wasserzulauf hat. Die ersten Badeschiffe gab es im 18. Jahrhundert.

## Geschichte

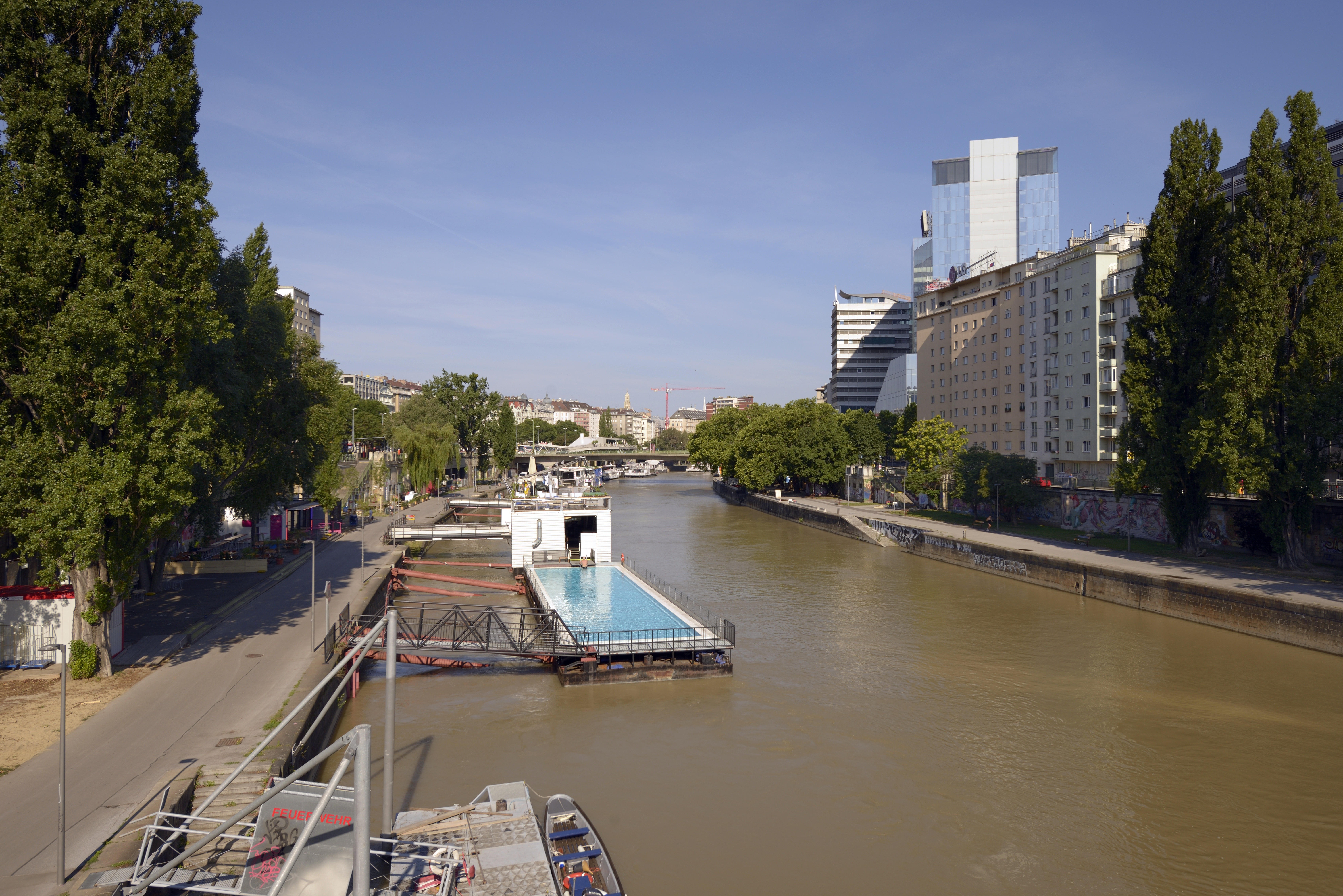
Badeschiff am Donaukanal in Wien

1761 gab es auf der Seine zum ersten Mal ein Badeschiff, eine Einrichtung des königlichen Leibbaders Jean-Jacques Poitevin. Das waren zwei miteinander verbundene Hausboote, in denen sich insgesamt 33 Badekabinen befanden, in denen warm und kalt gebadet sowie geduscht werden konnte. Genutzt wurde dazu das Flusswasser. Zwischen den beiden Booten konnte man im fließenden Wasser auch schwimmen. Der Wiener Arzt Pascal Joseph de Ferro erfand 1781 ein Badefloß, das auf der Donau schwamm und am Ufer befestigt war. Im Boden des Floßes befanden sich Öffnungen, durch die man über eine Leiter in einen hölzernen Gitterkasten gelangte. So wurde gewissermaßen im Käfig gebadet. Im Volksmund wurde diese Konstruktion Aalkasten genannt. Die offizielle Bezeichnung lautete Strombad.
1793 wurde in Hamburg auf der Binnenalster – in der Nähe des Jungfernstiegs – ein Badefloß in Betrieb genommen. Es entstand nach längeren Debatten auf Anregung der Patriotischen Gesellschaft. Es war täglich von 5 bis 22 Uhr geöffnet und bis 1810 in Betrieb. Ein anderes Badeschiff trat 1810 seine Nachfolge an. 1845, drei Jahre nach dem Großen Hamburger Brand, wurde es auf die Außenalster verlegt.
Besonders populär wurde das Badeschiff auf der Elbe, das gegen 1835 auf der Johns’schen Werft auf dem Großen Grasbrook erbaut worden war. Es lag in den warmen Monaten vor dem Grasbrook und konnte per Ruderboot erreicht werden. Es war mehrere Jahrzehnte bekannt als das Johns’sche Badeschiff, da es von der gleichnamigen Werft auf dem Grasbrook mit betrieben wurde. Es bestand vermutlich bis in die 1880er Jahre.
In Frankfurt am Main wurde im Jahr 1800 ein besonders luxuriöses Badeschiff in Betrieb genommen. Besitzer war der Arzt Johann Gottfried Kohl. Auf dem Schiff gab es acht eingerichtete Badezimmer, auch eines für Familien, sowie ein Wohnzimmer. Der Betreiber schrieb damals: „Man tritt vom Ufer auf zwei kleinen Brücken hinein. Rund um das Badehaus läuft eine bedeckte Galerie. Diese führt in ein Vorzimmer und acht nett möblierte Badezimmer (…) In der Nähe ist für die Gäste eine schöne Esplanade angelegt, wo sie vor und nach dem Bade Mineralwasser trinken und lustwandeln können.“

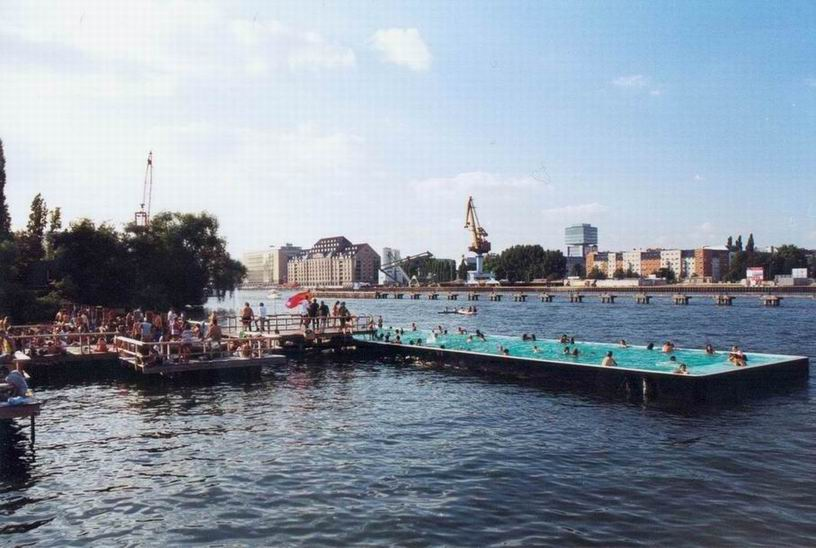
Das Badeschiff in Berlin, im Hintergrund der Osthafen

Die Berliner Künstlerin Susanne Lorenz und das Büro AMP Arquitectos mit Gil Wilk entwarfen 2002 im Rahmen der Ausstellung con_con (Kuratorin Heike Catherina Mertens) das Badeschiff in Berlin. Dieses schwimmende Schwimmbad in einem Lastkahn wurde 2004 eröffnet. Das Berliner Badeschiff ist trotz seines Namens kein Badeschiff im historischen Sinne, sondern verbindet erstmals die Idee der Badeschiffe mit derjenigen der Flussbäder, in denen man nicht nur baden, sondern tatsächlich schwimmen konnte.